# Vilvoorde
Vilvoorde je belgické město v provincii Vlámský Brabant.
Podle údajů z 1. ledna 2015 má Vilvoorde 41 097 obyvatel. Jeho rozloha činí 21,47 km² a hustota zalidnění je 1913 obyvatel na km². Součástí obce Vilvoorde je bývalá obec Peutie.
Vilvoorde se nachází ve Vlámském regionu a sousedí s obcí Schaerbeek, která je součástí regionu Brusel-hlavní město. Úředním jazykem ve městě (stejně jako v celém Vlámském regionu) je nizozemština, ale žije zde významná frankofonní menšina, kterou zastupuje několik členů městské rady (3 z 31 roku 2000, 2 roku 1994, 3 roku 1988, 4 v letech 1982 a 1976). Archivováno 17. 2. 2005 na Wayback Machine.
Vilvoorde má nezanedbatelné národnostní menšiny a přibližně jeden obyvatel z pěti je cizí národnosti nebo cizího původu, zejména ze Španělska a Maroka, ale také z Itálie, Francie, Nizozemska a Portugalska.
Každý desátý obyvatel centra města je španělské národnosti a počet Belgičanů se španělskými kořeny je ještě vyšší.
Většina příslušníků španělské menšiny přišla po druhé světové válce z andaluské obce Peñarroya-Pueblonuevo.

## Historie

### Počátky
Území města bylo pravděpodobně osídleno již kmenem Nerviů a později Římany.
Mělo výhodnou strategickou polohu blízko řeky Zenne. Název Filfurdo se poprvé objevuje v dokumentu z roku 779, kterým Pipin Prostřední postoupil toto území opatství Chèvremont blízko Lutychu.
Název pravděpodobně znamenal „vila u brodu“.

### Středověk
Ve 12. století městečko začalo růst a stalo se předmětem mocenských zájmů brabantských vévodů a pánů z Grimbergenu.
Již roku 1192 mu brabantský vévoda Jindřich I. udělil listinu práv, zejména proto, aby si zajistil podporu jeho obyvatel proti mocným Flandrům.
Díky právu vybudovat hradby a vyvážet zboží město zaznamenalo výrazný ekonomický růst, založený zejména na výrobě lněných tkanin.
Ve 14. století se Vilvoorde díky poloze na řece Zenne stalo důležitým vojenským centrem a mohlo soupeřit s Bruselem a Lovaní o pozici nejvýznamnějšího města v Brabantsku.

### Od 15. století
Od 15. do 19. století město prožívalo období úpadku, zejména kvůli konkurenci Bruselu, krizi textilního průmyslu, epidemiím a důsledkům politických a náboženských válek.
S nástupem průmyslové revoluce na konci 18. století začalo další období hospodářského růstu.
Město těžilo z blízkosti Bruselu a z dobré dopravní infrastruktury – kolem roku 1830 byly prohloubeny kanály a roku 1835 město získalo železniční spojení.
Středověké budovy začaly brzy ustupovat novým stavbám, např. městskou radnici z roku 1489 nahradila neoklasicistní budova.
Ve 20. letech 20. století byl znovu rozšířen a prohlouben kanál, lemovaný novými průmyslovými zónami, a byl vybudován přístav pro nákladní lodě.
Vilvoorde se stalo (a dodnes je) jednou z největších průmyslových oblastí v okolí Bruselu a počet obyvatel města se za posledních 150 let zpětinásobil.
V poslední době měly na město těžký dopad ekonomické krize, zejména v roce 1997, kdy zde automobilka Renault zavřela továrnu.
Na začátku 21. století je hospodářství města založeno zejména na sektoru služeb.

## Zajímavosti
- Na hlavním náměstí stojí Neoklasicistní radnice a krytá tržnice.
- Poblíž se nachází socha brabantského koně, která připomíná dlouhou tradici obchodu s koňmi ve Vilvoorde.
- Dům Kijk-Uit pochází z 15. nebo 16. století.
- Město má rovněž zajímavé kostely, například kostel Panny Marie (Onze-Lieve-Vrouwekerk), jehož stavba začala ve 14. století, a baziliku Panny Marie (basiliek Onze-Lieve-Vrouw-ten-Troost), postavenou v 17. století v barokním stylu, která se nachází vedle karmelitánského kláštera.
- Vilvoorde má také množství parků, jako například Hanssenspark s anglickými zahradami a Domein Drie Fonteinen, který se může pochlubit jak anglickými, tak francouzskými zahradami.
- Každý rok na přelomu února a března se ve Vilvoorde koná týdenní karneval.

## Demografický vývoj
- Zdroj: NIS. Poznámka: údaje z let 1806 až 1970 včetně jsou výsledky sčítání lidu z 31. prosince; od roku 1977 se uvedený počet obyvatel vztahuje k 1. lednu

## Družba
- Ennepetal (Německo)
- Maubeuge (Francie)
- Middelburg (Nizozemsko)
- Peñarroya-Pueblonuevo (Španělsko)
- Komacu (prefektura Išikawa, Japonsko)